# Pascal Loretz
Pascal Loretz (Lucerna, 1 de junio de 2003) es un futbolista suizo que juega en la demarcación de portero para el FC Luzern de la Superliga de Suiza.

## Trayectoria
Tras formarse como futbolista en las categorías inferiores del FC Luzern, finalmente el 14 de agosto de 2022 debutó con el primer equipo en la Superliga de Suiza en un partido contra el BSC Young Boys que finalizó con un resultado de empate a uno. El 27 de julio de 2023 debutó en la Liga Conferencia de la UEFA contra el Djurgårdens IF Fotboll en un partido que finalizó con un marcador de 1-2 a favor del conjunto suizo.

## Clubes
| Club      | País  | Año   | Partidos | Goles |
| --------- | ----- | ----- | -------- | ----- |
| FC Luzern | Suiza | 2021- | 92       | 0     |